# 响毛杨
响毛杨（学名：Populus Х）是杨柳科杨属的植物，是中国的特有植物。分布于中国大陆的河南、山东、山西等地，生长于海拔200米的地区，多生长于山坡，目前尚未由人工引种栽培。

## 异名
- Populus adenopoda Maxim. X P. tomentosa Carr.